# Дзиссодзи, Акио
Акио Дзиссодзи (яп. 実相寺昭雄, 29 марта 1937 — 29 ноября 2006) — японский режиссёр кино и телевидения. За пределами Японии известен в первую очередь по токусацу Ultraman и по авторской эротической буддийской трилогии, состоящей из фильмов «Бренность» (яп. 無常), «Мандала» (яп. 曼陀羅) и «Поэма» (яп. 哥).
Умер в возрасте 69 лет от рака желудка во время работы над детским шоу «Серебряная Маска».

## Биография
Акио Дзиссодзи родился в 29 марта 1937 года в Токио. Его семья во время Второй Мировой Войны находилась на территории Китая и после войны расположилась в Кавасаки. С детства проявлял интерес к французскому кино. В своем интервью The Japan Times заявлял, что отсмотрел все французские фильмы периода 30-50-х годов. Впоследствии, французская новая волна оказала значительное влияние на стиль работ самого Дзиссодзи.
Посещал вечерние курсы в университете Васэда, где специализировался на французской литературе. Позднее стал почетным профессором в Токийском Университете Искусств. После завершения обучения в 1959 году, Дзиссодзи пошел работать в Radio Tokyo (KRT), которая позднее стала называться Tokyo Broadcasting System (TBS). В течение последующих двух лет он занимался постановкой драм и музыкальных программ, часто заимствуя техники из французского кино.
В 1965 году Дзиссодзи начал работать совместно с Эйдзи Цубурая и Хадзиме Цубурая в должности ассистента режиссёра.

## Фильмография
- 1968 — Когда приближаются сумерки / Yoiyami semareba / 宵闇せまれば
- 1970 — Бренность человеческой жизни / Mujō  / 無常
- 1971 — Мандала / Mandara  / 曼陀羅
- 1972 — Поэма / Uta / 哥 / うた
- 1974 — Жизнь придворной дамы / Asaki yumemishi / あさき夢みし
- 1977 — Мир Утамаро / Utamaro: Yume to shiriseba  / 歌麿 夢と知りせば
- 1979 — Ультрамэн / Urutoraman / ウルトラマン
- 1986 — Женщина синего озера / Aoi numa no onna
- 1988 — Токио: Последний мегаполис / Teito monogatari / 帝都物語
- 1988 — Торжество порока / Akutoku no sakae / 悪徳の栄え
- 1989 — Генриетта / Ijmete kudasai: Arietta / いじめて、ください アリエッタ ａｒｉｅｔｔａ
- 1990 — Меня изнасиловали и избили / Ra varusu / ラ・ヴァルス (видео)
- 1990 — Ультра Q: Звёздная легенда / Urutora Q za mūbi: Hoshi no densetsu / ウルトラＱザ・ムービー 星の伝説
- 1992 — Павшая: Отчёт о слежке за женой / "Daraku": Aru hitozuma no tsuiseki hokōku / 「堕落」ある人妻の追跡報告
- 1993 — Режиссер Дзиссодзи Акио, я сделаю все, что угодно! / Jissōji Akio kantoku sakuhin: Watashi nandemo shimasu / 実相寺昭雄監督作品 私、なんでもします！
- 1993 — Жанна д'Арк на костре / Jeanne d'Arc au bûcher (ТВ)
- 1994 — Yaneura no sanposha / 屋根裏の散歩者
- 1998 — Убийство на улице Д / D-Zaka no satsujin jiken / Ｄ坂の殺人事件
- 2005 — Убумэ / Ubume no natsu / 姑獲鳥の夏
- 2005 — Ад Рампо / Ranpo jigoku / 乱歩地獄 (segment Kagami jigoku)
- 2006 — Десять ночей грез / Yume jūya / ユメ十夜
- 2006 — Серебряная маска / Shiruba kamen / シルバー假面